# Conduit cholédoque
Le conduit cholédoque, aussi appelé canal cholédoque dans l'ancienne nomenclature, voire plus simplement cholédoque, relie l'abouchement de la vésicule biliaire à l'ampoule de Vater situé dans le duodénum. Il débute avec la jonction entre le conduit cystique (issu de la vésicule biliaire) et le conduit hépatique commun (issu de la convergence des voies biliaires intrahépatiques), avec lequel il constitue la voie biliaire principale. Puis, il entre en contact avec le canal pancréatique, tout juste avant de se jeter dans l'ampoule de Vater.
Il constitue, avec l'artère hépatique propre et la veine porte, le pédicule hépatique. Il se situe en avant de la veine porte, et à droite de l'artère hépatique propre.